# Lista de canções do Guitar Hero: Warriors of Rock
Guitar Hero: Warriors of Rock (inicialmente referido como Guitar Hero 6 ou Guitar Hero VI) é um jogo musical e o sexto da série principal Guitar Hero. Foi lançado em 24 de setembro  (Reino Unido)  e 28 de setembro  (América do Norte)  de 2010 para PS3, Wii e Xbox 360. Devido a venda pouco significante de jogos musicais em 2009, a Activision, publicadora da série Guitar Hero, dissolveu a RedOctane e a Neversoft da divisão de Guitar Hero. Mesmo assim, este foi o último jogo da série Guitar Hero produzido pela Neversoft.

## SetlistPrincipal
Há 93 músicas no jogo. De acordo com Bright, todas as músicas foram selecionadas para se encaixar num conjunto de gêneros musicais, "punk, rock alternativo, e rock clássico", para evitar perder o foco do jogo Duas músicas, "No More Mr. Nice Guy" de Alice Cooper e "Cherry Bomb" dos "The Runaways", foram especificamente regravadas pelas bandas originais para uso em Warriors of Rock. Uma música final do modo de estória do jogo teve co-autoria de Dave Mustaine do Megadeth, com Mustaine indicando que foram "as partes mais difíceis" que ele escreveu em sua vida. A música, "Sudden Death", seria posteriormente lançada no 13º álbum de estúdio do Megadeth, TH1RT3EN.
| Música                                 | Artista                             |
| -------------------------------------- | ----------------------------------- |
| "2112 Pt. 1 – Overture"                | Rush                                |
| "2112 Pt. 2 – The Temples of Syrinx"   | Rush                                |
| "2112 Pt. 3 – Discovery"               | Rush                                |
| "2112 Pt. 4 – Presentation"            | Rush                                |
| "2112 Pt. 5 – Oracle: The Dream"       | Rush                                |
| "2112 Pt. 6 – Soliloquy"               | Rush                                |
| "2112 Pt. 7 – Grand Finale"            | Rush                                |
| "Again"                                | Flyleaf                             |
| "Aqualung"                             | Jethro Tull                         |
| "Bat Country"                          | Avenged Sevenfold                   |
| "Been Caught Stealing"                 | Jane's Addiction                    |
| "Black Rain"                           | Soundgarden                         |
| "Black Widow of La Porte"              | John 5                              |
| "Bleed It Out"                         | Linkin Park                         |
| "Bloodlines"                           | Dethklok                            |
| "Bodies"                               | Drowning Pool                       |
| "Bohemian Rhapsody"                    | Queen                               |
| "Burn"                                 | Deep Purple                         |
| "Burnin' for You"                      | Blue Öyster Cult                    |
| "Call Me the Breeze" (Live)            | Lynyrd Skynyrd                      |
| "Calling"                              | Strung Out                          |
| "Chemical Warfare"                     | Slayer                              |
| "Cherry Bomb"a                         | The Runaways                        |
| "Children of the Grave"                | Black Sabbath                       |
| "Cryin'"                               | Aerosmith                           |
| "Dance, Dance"                         | Fall Out Boy                        |
| "Dancing Through Sunday"               | AFI                                 |
| "Deadfall"                             | Snot                                |
| "Fascination Street"                   | The Cure                            |
| "The Feel Good Drag"                   | Anberlin                            |
| "Feels Like the First Time"            | Foreigner                           |
| "Fortunate Son"                        | Creedence Clearwater Revival        |
| "Free Ride"                            | The Edgar Winter Group              |
| "Fury of the Storm"                    | DragonForce                         |
| "Get Free"                             | The Vines                           |
| "Ghost"                                | Slash featuring Ian Astbury         |
| "Graduate"                             | Third Eye Blind                     |
| "Hard to See"                          | Five Finger Death Punch             |
| "Holy Wars... The Punishment Due"      | Megadeth                            |
| "How You Remind Me"                    | Nickelback                          |
| "I Know What I Am"                     | Band of Skulls                      |
| "I'm Broken"                           | Pantera                             |
| "I'm Not Okay (I Promise)"             | My Chemical Romance                 |
| "If You Want Peace... Prepare for War" | Children of Bodom                   |
| "Indians"                              | Anthrax                             |
| "Interstate Love Song"                 | Stone Temple Pilots                 |
| "It's Only Another Parsec..."          | Rx Bandits                          |
| "Jet City Woman"                       | Queensrÿche                         |
| "Lasso"                                | Phoenix                             |
| "Listen to Her Heart"                  | Tom Petty and the Heartbreakers     |
| "Losing My Religion"                   | R.E.M.                              |
| "Love Gun"                             | Kiss                                |
| "Lunatic Fringe"                       | Red Rider                           |
| "Machinehead"                          | Bush                                |
| "Modern Day Cowboy"                    | Tesla                               |
| "Money for Nothing"                    | Dire Straits                        |
| "Motivation"                           | Sum 41                              |
| "Move It On Over" (Live)               | George Thorogood and the Destroyers |
| "Nemesis"                              | Arch Enemy                          |
| "No More Mr. Nice Guy"a                | Alice Cooper                        |
| "No Way Back"                          | Foo Fighters                        |
| "The Outsider"                         | A Perfect Circle                    |
| "Paranoid" (Live)                      | Metallica & Ozzy Osbourne           |
| "Pour Some Sugar on Me" (Live)         | Def Leppard                         |
| "Psychosocial"                         | Slipknot                            |
| "Ravenous"                             | Atreyu                              |
| "Re-Ignition" (Live)                   | Bad Brains                          |
| "Renegade"                             | Styx                                |
| "(You Can Still) Rock in America"      | Night Ranger                        |
| "Rockin' in the Free World"            | Neil Young                          |
| "Savior"                               | Rise Against                        |
| "Scumbag Blues"                        | Them Crooked Vultures               |
| "Self Esteem"                          | The Offspring                       |
| "Setting Fire to Sleeping Giants"      | The Dillinger Escape Plan           |
| "Seven Nation Army"                    | The White Stripes                   |
| "Sharp Dressed Man" (Live)             | ZZ Top                              |
| "Slow Hands"                           | Interpol                            |
| "Speeding"                             | Steve Vai                           |
| "Stray Cat Blues"                      | The Rolling Stones                  |
| "Sudden Death"                         | Megadeth                            |
| "Suffocated"                           | Orianthi                            |
| "Theme From Spider-Man"                | The Ramones                         |
| "There's No Secrets This Year"         | Silversun Pickups                   |
| "This Day We Fight!"                   | Megadeth                            |
| "Tick Tick Boom"                       | The Hives                           |
| "Ties That Bind"                       | Alter Bridge                        |
| "Tones of Home"                        | Blind Melon                         |
| "Unskinny Bop"                         | Poison                              |
| "Uprising"                             | Muse                                |
| "Waidmanns Heil"                       | Rammstein                           |
| "We're Not Gonna Take It"              | Twisted Sister                      |
| "What Do I Get?"                       | Buzzcocks                           |
| "Wish"                                 | Nine Inch Nails                     |

↑a  canção foi re-gravada para o jogo

### Conteúdo para Download
Todo conteúdo baixável é caro R$ 1,500,00 para Guitar Hero 5, incluindo os de Guitar Hero World Tour, Guitar Hero: Smash Hits e Band Hero, irão funcionar em Warriors of Rock. Mais de 500 músicas estarão disponíveis no lançamento. Além disso, 39 músicas de Guitar Hero: Metallica serão importadas em Guitar Hero: Warriors of Rock.
As primeiras remessas do jogo nos Estados Unidos também virão com o álbum Telephantasm: A Restrospective do Soundgarden, que inclui a nova faixa "Black Rain" e outros hits da banda; "Black Rain" estará no disco do jogo, e as onze faixas restantes serão disponíveis como conteúdo adicional ao longo do lançamento do jogo.
| Ano  | Música                               | Artista                                  | Pack name                            | Estilo       | Data de lançamento         |
| ---- | ------------------------------------ | ---------------------------------------- | ------------------------------------ | ------------ | -------------------------- |
| 1987 | "Hunted Down"a                       | Soundgarden                              | Telephantasm                         | Grunge       | 28 de setembro de 2010e    |
| 1989 | "Hands All Over"                     | Soundgarden                              | Telephantasm                         | Grunge       | 28 de setembro de 2010e    |
| 1991 | "Outshined"                          | Soundgarden                              | Telephantasm                         | Grunge       | 28 de setembro de 2010e    |
| 1992 | "Rusty Cage"a                        | Soundgarden                              | Telephantasm                         | Grunge       | 28 de setembro de 2010e    |
| 1992 | "Birth Ritual"a                      | Soundgarden                              | Telephantasm                         | Grunge       | 28 de setembro de 2010e    |
| 1994 | "Black Hole Sun"a                    | Soundgarden                              | Telephantasm                         | Grunge       | 28 de setembro de 2010e    |
| 1994 | "Spoonman"a                          | Soundgarden                              | Telephantasm                         | Grunge       | 28 de setembro de 2010e    |
| 1994 | "My Wave"a                           | Soundgarden                              | Telephantasm                         | Grunge       | 28 de setembro de 2010e    |
| 1995 | "Fell on Black Days"a                | Soundgarden                              | Telephantasm                         | Grunge       | 28 de setembro de 2010e    |
| 1996 | "Burden in My Hand"a                 | Soundgarden                              | Telephantasm                         | Grunge       | 28 de setembro de 2010e    |
| 1996 | "Blow Up the Outside World"a         | Soundgarden                              | Telephantasm                         | Grunge       | 28 de setembro de 2010e    |
| 2010 | "The Infection"a                     | Disturbed                                | Rocktober Track Pack                 | Rock         | Doze de outubro de 2010d   |
| 2010 | "Na Na Na"a                          | My Chemical Romance                      | Rocktober Track Pack                 | Punk Rock    | Doze de outubro de 2010d   |
| 2009 | "Resistance"a                        | Muse                                     | Rocktober Track Pack                 | Rock         | Doze de outubro de 2010d   |
| 2010 | "Blackout"                           | Linkin Park                              | A Thousand Suns                      | Nu metal     | 19 de outubro de 2010      |
| 2010 | "Burning in the Skies"               | Linkin Park                              | A Thousand Suns                      | Nu metal     | 19 de outubro de 2010      |
| 2010 | "The Catalyst"                       | Linkin Park                              | A Thousand Suns                      | Nu metal     | 19 de outubro de 2010      |
| 2010 | "The Messenger"c                     | Linkin Park                              | A Thousand Suns                      | Nu metal     | 19 de outubro de 2010      |
| 2010 | "Waiting for the End"a               | Linkin Park                              | A Thousand Suns                      | Nu metal     | 19 de outubro de 2010      |
| 2010 | "Wretches and Kings"                 | Linkin Park                              | A Thousand Suns                      | Nu metal     | 19 de outubro de 2010      |
| 1975 | "Hot Patootie"a                      | The Rocky Horror Picture Show            | Rocky Horror Picture Show Track Pack | Rock         | 26 de outubro de 2010      |
| 1975 | "Sweet Transvestite"a                | The Rocky Horror Picture Show            | Rocky Horror Picture Show Track Pack | Rock         | 26 de outubro de 2010      |
| 1975 | "Time Warp"a                         | The Rocky Horror Picture Show            | Rocky Horror Picture Show Track Pack | Rock         | 26 de outubro de 2010      |
| 1981 | "Tom Sawyer"a                        | Rush                                     | Guitar Hero Warriors of Rock Pack 01 | Prog rock    | 9 de novembro de 2010      |
| 1981 | "Red Barchetta"a                     | Rush                                     | Guitar Hero Warriors of Rock Pack 01 | Prog rock    | 9 de novembro de 2010      |
| 1981 | "Limelight"a                         | Rush                                     | Guitar Hero Warriors of Rock Pack 01 | Prog rock    | 9 de novembro de 2010      |
| 1989 | "Love Song"a                         | Tesla                                    | Guitar Hero Warriors of Rock Pack 01 | Classic rock | 9 de novembro de 2010      |
| 1989 | "Poison"a                            | Alice Cooper                             | Guitar Hero Warriors of Rock Pack 01 | Classic rock | 9 de novembro de 2010      |
| 1973 | "Elected"                            | Alice Cooper                             | Guitar Hero Warriors of Rock Pack 01 | Classic rock | 9 de novembro de 2010      |
| 2010 | "We're All Gonna Die"                | Slash (With Iggy Pop)                    | Guitar Hero Warriors of Rock Pack 01 | Hard rock    | 9 de novembro de 2010      |
| 2010 | "Nothing to Say"a                    | Slash (With M. Shadows)                  | Guitar Hero Warriors of Rock Pack 01 | Hard rock    | 9 de novembro de 2010      |
| 2010 | "Watch This"ac                       | Slash (With Dave Grohl and Duff McKagan) | Guitar Hero Warriors of Rock Pack 01 | Hard rock    | 9 de novembro de 2010      |
| 1986 | "Talk Dirty To Me"                   | Poison                                   | Guitar Hero Warriors of Rock Pack 01 | Glam rock    | 9 de novembro de 2010      |
| 2006 | "Teenagers"                          | My Chemical Romance                      | My Chemical Romance Track Pack       | Punk Rock    | 23 de novembro de 2010     |
| 2010 | "Bulletproof Heart"                  | My Chemical Romance                      | My Chemical Romance Track Pack       | Punk Rock    | 23 de novembro de 2010     |
| 2006 | "Welcome to the Black Parade"        | My Chemical Romance                      | My Chemical Romance Track Pack       | Punk Rock    | 23 de novembro de 2010     |
| 2004 | "Helena"                             | My Chemical Romance                      | My Chemical Romance Track Pack       | Punk Rock    | 23 de novembro de 2010     |
| 1995 | "Name"                               | Goo Goo Dolls                            | 90s Track Pack                       | Pop rock     | 7 de dezembro de 2010      |
| 1996 | "Real World"                         | Matchbox Twenty                          | 90s Track Pack                       | Pop rock     | 7 de dezembro de 2010      |
| 1994 | "What's the Frequency, Kenneth?"     | R.E.M.                                   | 90s Track Pack                       | Alternative  | 7 de dezembro de 2010      |
| 1997 | "Sex and Candy"a                     | Marcy Playground                         | 90s Track Pack                       | Pop rock     | 7 de dezembro de 2010      |
| 1994 | "Plowed"                             | Sponge                                   | 90s Track Pack                       | Pop rock     | 7 de dezembro de 2010      |
| 1976 | "Detroit Rock City"                  | KISS                                     | KISS-mas Track Pack                  | Glam rock    | 21 de dezembro de 2010     |
| 1976 | "Calling Dr. Love"                   | KISS                                     | KISS-Mas Track Pack                  | Glam rock    | 21 de dezembro de 2010     |
| 1975 | "Rock and Roll All Nite"f            | KISS                                     | KISS-mas Track Pack                  | Glam rock    | 21 de dezembro de 2010     |
| 2010 | "We've Got a Situation Here"a        | The Damned Things                        | January Mega Pack                    | Metal        | 11 de janeiro de 2011      |
| 2010 | "2nd Sucks"a                         | A Day to Remember                        | January Mega Pack                    | Nu metal     | 11 de janeiro de 2011      |
| 2010 | "All I Want"a                        | A Day to Remember                        | January Mega Pack                    | Nu metal     | 11 de janeiro de 2011      |
| 2009 | "Downfall of Us All"a                | A Day to Remember                        | January Mega Pack                    | Nu metal     | 11 de janeiro de 2011      |
| 1994 | "Closer (canção de Nine Inch Nails)" | Nine Inch Nails                          | January Mega Pack                    | Industrial   | 11 de janeiro de 2011      |
| 2005 | "The Hand That Feeds"                | Nine Inch Nails                          | January Mega Pack                    | Industrial   | 11 de janeiro de 2011      |
| 2010 | "Head Like a Hole"a                  | Nine Inch Nails                          | January Mega Pack                    | Industrial   | 11 de janeiro de 2011      |
| 2002 | "Buried Myself Alive"                | The Used                                 | January Mega Pack                    | Pop rock     | 11 de janeiro de 2011      |
| 2008 | "Rescue Me"                          | Hawthorne Heights                        | January Mega Pack                    | Alternative  | 11 de janeiro de 2011      |
| 2005 | "Wings of a Butterfly"               | HIM                                      | January Mega Pack                    | Alternative  | 11 de janeiro de 2011      |
| 2010 | "Parade of the Dead"a                | Black Label Society                      | February Mega Pack                   | Metal        | oito de fevereiro de 2011  |
| 2010 | "Crazy Horse"a                       | Black Label Society                      | February Mega Pack                   | Metal        | oito de fevereiro de 2011g |
| 2010 | "Black Sunday"a                      | Black Label Society                      | February Mega Pack                   | Metal        | oito de fevereiro de 2011g |
| 2008 | "Blooddrunk"a                        | Children of Bodom                        | February Mega Pack                   | Death metal  | oito de fevereiro de 2011g |
| 2005 | "Living Dead Beat"a                  | Children of Bodom                        | February Mega Pack                   | Death metal  | oito de fevereiro de 2011g |
| 2011 | "Was It Worth It"a                   | Children of Bodom                        | February Mega Pack                   | Death metal  | oito de fevereiro de 2011g |
| 2010 | "World on Fire"a                     | Firewind                                 | February Mega Pack                   | Metal        | oito de fevereiro de 2011g |
| 1994 | "Get Your Gunn"                      | Marilyn Manson                           | February Mega Pack                   | Metal        | oito de fevereiro de 2011g |
| 1998 | "Coma White"                         | Marilyn Manson                           | February Mega Pack                   | Metal        | oito de fevereiro de 2011g |
| 1996 | "Tourniquet"                         | Marilyn Manson                           | February Mega Pack                   | Metal        | oito de fevereiro de 2011g |
| 2002 | "Always"a                            | Saliva                                   | Modern Rock Mega Pack                | Metal        | 8 de março de 2011         |
| 2005 | "Little Sister"                      | Queens of the Stone Age                  | Modern Rock Mega Pack                | Hard rock    | 8 de março de 2011         |
| 2007 | "Psycho"a                            | Puddle of Mudd                           | Modern Rock Mega Pack                | Alternative  | 8 de março de 2011         |
| 2003 | "Sic Transit Gloria... Glory Fades"a | Brand New                                | Modern Rock Mega Pack                | Pop punk     | 8 de março de 2011         |
| 2002 | "Headstrong"a                        | Trapt                                    | Modern Rock Mega Pack                | Alternative  | 8 de março de 2011         |
| 2009 | "She's a Genius"                     | Jet                                      | Modern Rock Mega Pack                | Alternative  | 8 de março de 2011         |
| 2006 | "Hands Open"                         | Snow Patrol                              | Modern Rock Mega Pack                | Pop rock     | 8 de março de 2011         |
| 2002 | "Sorrow"a                            | Bad Religion                             | Modern Rock Mega Pack                | Punk         | 8 de março de 2011         |
| 2006 | "Supermassive Black Hole"            | Muse                                     | Modern Rock Mega Pack                | Alternative  | 8 de março de 2011         |
| 2010 | "New Low"a                           | Middle Class Rut                         | Middle Class Rut Track Pack          | Alternative  | 12 de abril de 2011        |
| 2010 | "Lifelong Dayshift"a                 | Middle Class Rut                         | Middle Class Rut Track Pack          | Alternative  | 12 de abril de 2011        |
| 2010 | "Sad to Know"a                       | Middle Class Rut                         | Middle Class Rut Track Pack          | Alternative  | 12 de abril de 2011        |
| 2009 | "Ignorance"a                         | Paramore                                 | Emo Edge Track Pack                  | Pop rock     | 12 de abril de 2011        |
| 2007 | "That's What You Get"a               | Paramore                                 | Emo Edge Track Pack                  | Pop rock     | 12 de abril de 2011        |
| 2010 | "Across 5 Oceans"a                   | Madina Lake                              | Emo Edge Track Pack                  | Pop rock     | 12 de abril de 2011        |
| 2010 | "Hey Superstar"                      | Madina Lake                              | Emo Edge Track Pack                  | Pop rock     | 12 de abril de 2011        |
| 2011 | "Savor the Kill"a, h                 | Darkest Hour                             | Darkest Hour Track Pack              | Metal        | 12 de abril de 2011        |
| 2011 | "Beyond the Life You Know"a, h       | Darkest Hour                             | Darkest Hour Track Pack              | Metal        | 12 de abril de 2011        |
| 2007 | "Doomsayer"a, h                      | Darkest Hour                             | Darkest Hour Track Pack              | Metal        | 12 de abril de 2011        |

↑a  Música contém Expert+ para bateria.
↑c  Música não contém um ou mais instrumentos.
↑d Exclusivo para Xbox 360. Inicialmente lançado de graça para os assinantes ouro do Xbox Live, mas uma semana depois virou conteúdo pago.
↑e Inicialmente lançado como um pack único, com as músicas do álbum Telephantasm. Estão disponíveis como músicas para downloads individuais desde 26 de outubro.
↑f Disponível também para download no Guitar Hero: Smash Hits.
↑g  Disponível para PS3 na Europa desde 2 de Fevereiro de 2011.
↑h  Indisponível no Wii.